# Lasse Sörlin
Lars "Lasse" Jörgen Teodor Sörlin, född 7 november 1960 i Frösö församling, Jämtlands län, är en svensk  musiker, kompositör och spelman från Frösön.

## Biografi
Lasse Sörlin började spela låtar på fiol runt 1980 parallellt med att han experimenterade med alternativa stämningar på en 12-strängad gitarr. Han spelar först och främst spelmanslåtar från Jämtland och Härjedalen, där låtarvet efter storspelmannen Lapp-Nils Jonsson (1804-1870) och gammeldansmusiken efter morfadern Nicanor Lindqvist (1899-1966) spelar en central roll. Sedan år 1984 har han arbetat med en omfattande konsert-, teater-, och kursverksamhet, medverkat i en mängd olika ensembler i ett flertal olika genrer. Han är en omtalad instrumentalist och dansspelman, såväl nyskapande som traditionbärande, på fiol och ett antal andra stränginstrument. År 2009 belönades han med Lapp-Nilsmedaljen.

## Diskografi i urval
- 2010 Triller (Eide, Kjøsen, Sörlin, Sandbukt/ NORCD 1089)
- 2000 Nu vill jeg blott fortelle (Tømmerås, Brändström, Sörlin/ EM2)
- 1999 Jamtaleikan (Tongång, AWCD30)
- 1997 Ingen som jag (Bock/ FTG001)
- 1996 Folkmusik från Jämtland (medverkan/ TLSCD)
- 1995 Ingenmansland (Nordman/ SLPCD2896/ 529506-2)
- 1993 Vid foten av klacken (medverkan/ A.B.R.CD457)
- 1990 Årsringar (medverkan/ MNWCD 194-195)
- 1990 Leikstulaget (JMP-LP9002)
- 1990 Härjedalspipan (Berglund, Brändström, Möller, Sörlin/ DROCD008)
- 1989 Strängt taget (Brändström, Sörlin/ Siljum BGS 8917)
- 1988 Folklårängsamblen (medverkan/ WICD 680)